# Olivier Clément
Olivier Clément (n. 17 noiembrie 1921, Aniane, Languedoc-Roussillon, Franța – d. 15 ianuarie 2009, Paris, Île-de-France, Franța) a fost un teolog francez convertit la creștinismul ortodox la 30 de ani, după ce a fost ateu. A predat la Institutul Saint-Serge din Paris.

## Lucrări
- The Roots of Christian Mysticism (New City Press, 1996) - ISBN 1565480295
- Three Prayers: The Lord's Prayer, O Heavenly King, Prayer of Saint Ephrem (SVS Press, 2000) - ISBN 0881411973
- On Human Being: Spiritual Anthropology (New City Press, 2000) - ISBN 1565481437
- You are Peter: An Orthodox Reflection on the Exercise of Papal Primacy (New City Press, 2003) - ISBN 1565481895
- The Spirit of Solzhenitsyn (Barnes & Noble Books, 1976) - ISBN 0064912124

## Articole
- „Martyrs and Confessors”, în The Ecumenical Review 52:3 (iulie 2000), pp. 343-350
- „Be careful of Ramadan's model of Islam”, în Vita e Pensiero, decembrie 2003 (în partea de jos a paginii)
- Jesus, the one consecrated by the Holy Spirit (1998) - Pe pagina oficială a Vaticanului

## Interviuri
- Două interviuri în limba franceză Arhivat în 19 aprilie 2009, la Wayback Machine.

## Recenzii
- You are Peter - Recenzată de Peter Westmore Arhivat în 18 octombrie 2009, la Wayback Machine.
- You are Peter - Recenzată de Adam A. J. DeVille Arhivat în 22 mai 2008, la Wayback Machine. First Things 147 (noiembrie 2004)